# Hervormde kerk (Tuil)
De Hervormde kerk is een kerkgebouw in het Nederlandse dorp Tuil, provincie Gelderland. De kerk wordt gebruikt door de Hervormde Gemeente Tuil en is samen met de pastorie, consistorie, hekwerk en koetshuis geclassificeerd als rijksmonument.

## Geschiedenis
De kerk van Tuil werd in 1031 door bisschop Meinwerk geschonken aan het klooster Abdinghof. Op dat moment fungeerde de kerk reeds als moederkerk voor de kapellen in onder andere Hellouw en Haaften.
Het huidige kerkgebouw is vermoedelijk in de 14e eeuw opgetrokken. In 1810 werd de kerk grotendeels herbouwd.
In 1850 kreeg de kerk aan de oostzijde een uitbreiding met een consistorie. In 1863 werd een pastorie met koetshuis gebouwd.

## Beschrijving
De kerk is een zaalkerk met een driezijdige koorsluiting. Het eenbeukige schip met tongewelf dateert uit 1810, maar een deel van de westgevel en de noordgevel zijn nog afkomstig van de oorspronkelijke 14e-eeuwse kerk.
In de kerk bevindt zich het houten grafmonument in Lodewijk XV-stijl voor de familie Boellaard-van Tuyll. Ook is er een eiken preekstoel uit 1750. Een oude altaarsteen is sinds 1646 in gebruik als grafzerk.
Het orgel is in 2001 aangekocht, maar dateert uit 1891 en is gebouwd door de fa. L. van Dam & Zonen.
De ongelede toren is tot aan de nok van het schip 14e-eeuws. Toen in 1810 het schip werd gebouwd, moest de toren worden verhoogd. De toren wordt met een ingesnoerde naaldspits afgedekt.
De consistorie uit 1850 bestaat uit één bouwlaag, afgesloten door een zadeldak en tuitgevels. 
De pastorie betreft een ontwerp van A. van der Steur. Het betreft een eclectische stijl met neo-classicistische invloeden. Zowel de pastorie als het koetshuis en hekwerk werden in 1863 opgetrokken. De twee bouwlagen en zolder van de pastorie worden afgesloten door een afgeplat schilddak. Het koetshuis heeft één bouwlaag en een schilddak en staat met de pastorie in verbinding via een tussenlid.